# Breitschwanz-Paradieshopf
Der Breitschwanz-Paradieshopf (Epimachus fastuosus), auch Schwarzbauch-Paradieshopf, Breitschwanz-Sichelhopf oder Breitschwanz-Paradiesvogel genannt, ist eine Art aus der Gattung  Epimachus innerhalb der Familie der Paradiesvögel (Paradisaeidae). Er kommt ausschließlich auf Neuguinea vor.
Die Art wird von der IUCN als gefährdet (vulnerable) eingestuft und zählt damit zu den am meisten gefährdeten Paradiesvogelarten. Es werden mehrere Unterarten unterschieden.

## Merkmale

### Körperbau und -maße
Der Breitschwanz-Paradiesvogel ist mit einer Körperlänge von bis zu 63 Zentimeter einer der größten Paradiesvogel. Inklusive des stark verlängerten mittleren Steuerfederpaars, erreichen die Männchen sogar eine Länge von 110 Zentimeter. Das übrige Schwanzgefieder misst 34 bis knapp 54 Zentimeter, so dass das mittlere Steuerfederpaar dieses deutlich überragt. Auch das Weibchen, das mit einer durchschnittlichen Körperlänge von 55 Zentimeter deutlich kleiner bleibt, hat ein verlängertes mittleres Steuerfederpaar. Das verlängerte Steuerfederpaar hat bei ihr eine Länge zwischen 27 und 32 Zentimeter, das übrige Schwanzgefieder misst zwischen 20 und 25 Zentimeter. Der Schnabel ist bei den Männchen 7,3 bis 8 Zentimeter lang, bei den weichen dagegen 6,6 bis 7,7 Zentimeter. Weibchen wiegen zwischen 160 und 235 Gramm, die Männchen sind mit 250 bis 280 Gramm etwas schwerer. Obwohl sie eine größere Körperlänge als der Kräuselparadieskrähe haben, erreichen sie bei weitem nicht das Gewicht dieser bis zu 440 Gramm schweren Paradiesvogelart.

### Männchen
Das Männchen hat einen schwarzen Kopf, die schuppenartig geformten Federn des Scheitels und der Ohrdecken glänzen bei bestimmtem Lichteinfall jedoch metallisch grünblau bis violett und magenta. Die Federn an Kinn und Kehle haben dagegen kaum Glanz. Die übrige Körperoberseite vom Mantel bis zu den Oberschwanzdecken ist samtschwarz mit einem violetten Glanz. Entlang der Mitte der Körperoberseite verläuft jedoch ein Streif großer, schuppenartig geformter Federn, die blaugrün schimmern. Bis auf das mittlere Steuerfederpaar ist das Schwanzgefieder auf der Oberseite schwarzbraun mit einem violetten Schlimmer. Das mittlere, stark verlängerte Steuerfederpaar glänzt dagegen je nach Lichtverhältnissen metallisch blauviolett, violett oder magenta.
Die Vorderbrust ist schwarzbraun, geht dann in eine etwas hellere und braunere untere Brust über. Der Bürzel und die Unterschwanzdecken sind sepia. Die verlängerten Federn an den Bauch- und Bürzelseiten sind samtschwarz mit violett bis blaugrün glänzenden Spitzen. Der Schnabel ist glänzend schwarz, die Iris ist leuchtend rot, die Beine und Füße sind schwarzgrau, das Schnabelinnere ist leuchtend gelb.

### Subadulte Männchen
Noch nicht geschlechtsreife Männchen ähneln zunächst den Weibchen und wechseln dann zunehmend in das Gefieder adulter Vögel. Einzelne Individuen können dabei ein sehr stark geflecktes Gefieder aufweisen, dass teils die braunen Gefiedertöne des Weibchens, teils das samtschwarze und irisierende Gefieder der Männchen aufweisen. Auf Basis von Bälgen in Museen hat man geschlossen, dass die heranwachsenden Männchen nicht unmittelbar das lange, mittlere Steuerfederpaar adulter Männchen entwickeln. Es gibt eine Zwischenform, die sie mindestens eine Brutzeit lang zeigen. Dieses Schwanzgefieder ähnelt dem des Weibchens, hat aber auf jeder Federfahne einen großen, länglichen Flecken, der stark irisiert.

### Weibchen
Vorderkopf, Scheitel und Nacken des Weibchens sind kastanienbraun. Die Zügel, die Gesichtsseiten, das Kinn und die Kehle sind sepia. Die Körperoberseite ist ansonsten olivfarben mit einem etwas intensiveren Braunton auf dem Mantel und den Oberschwanzdecken.
Die Vorderbrust ist sepia mit einer feinen helleren Querbänderung. Diese Querbänderung wird in Richtung Bürzel zunehmend breiter. Das Schwanzgefieder ist auf der Unterseite erdfarben, das mittlere Steuerfederpaar hat auffällig helle Federschäfte.

## Verbreitungsgebiet der Unterarten und Lebensraum
Der Breitschwanz-Paradieshopf gehört zu den Paradiesvögeln mit einem vergleichsweise großen Verbreitungsgebiet: Es erstreckt sich vom Vogelkop, einer Halbinsel im äußersten Nordwesten Neuguineas bis zu den Hochebenen im Osten Neuguineas. Allerdings fehlt der Breitschwanz-Paradieshopf auf der südöstlichen Halbinsel.

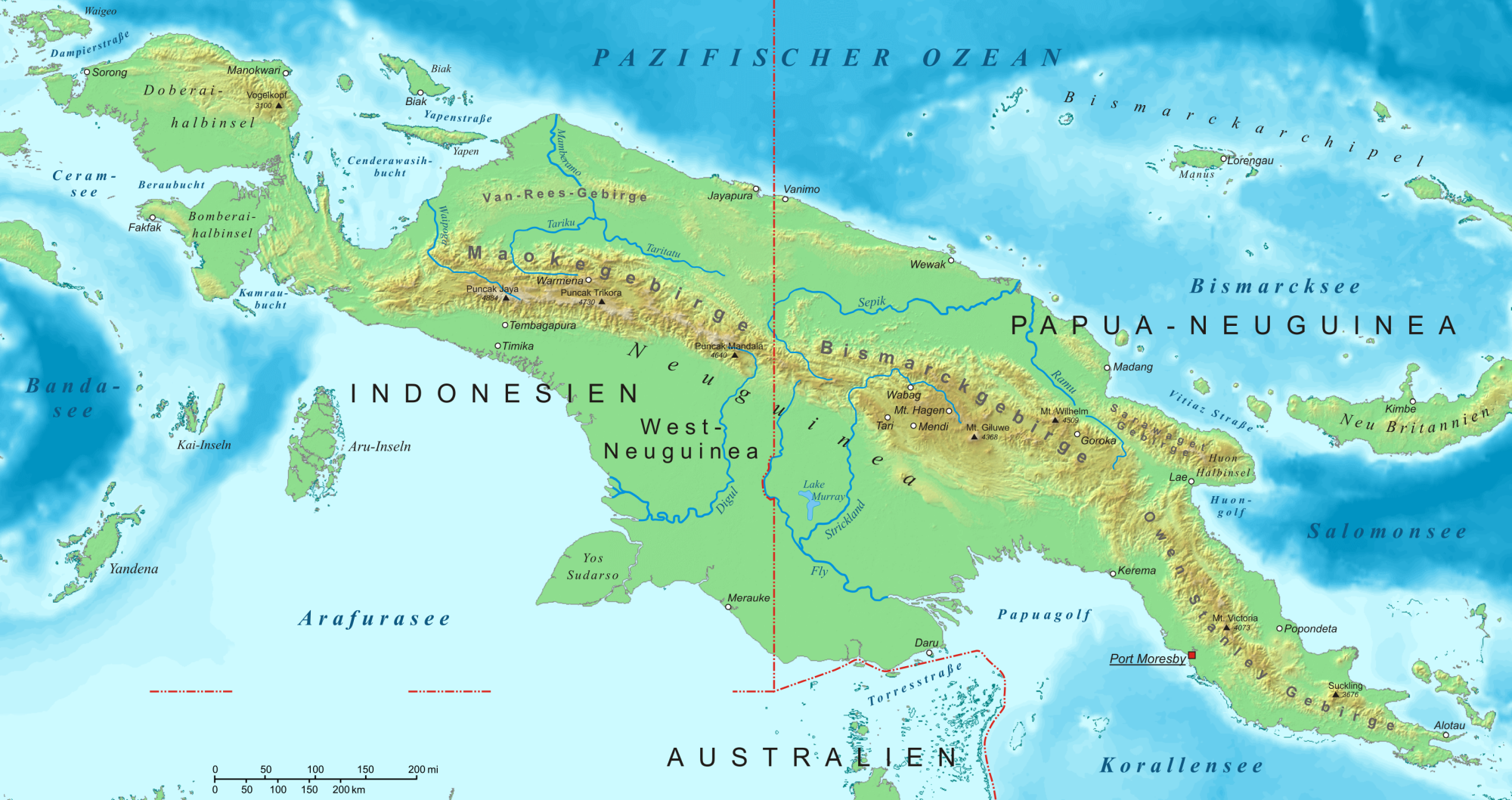
Neuguinea

Die einzelnen Unterarten besiedeln folgende Regionen:
- E. f. fastosus (Hermann, 1783) – Nominatform mit Vorkommen auf dem Vogelkop (Tamrau-Gebirge und Arfak-Gebirge) im Nordwesten von Neuguinea.
- E. f. atratus (Rothschild & E. J. O. Hartert, 1911) – Gebirge der Wandammenhalbinsel und die Gebirgszüge im zentralen Landesinnere von Neuguinea bis zur Kratke Range im Osten von Neuguinea
- E. f. ultimus Diamond, 1969 – Bewani-Gebirge und Torricelli-Gebirge im Norden von Neuguinea.

Der Breitschwanz-Paradieshopf kommt nur in Bergwäldern vor und besiedelt vorwiegend Höhenlagen zwischen 1800 und 2150 Meter. Er ist gelegentlich auch noch in Höhenlagen von 1280 Metern und in Höhenlagen bis 2550 Metern vor. Dort, wo sich das Verbreitungsgebiet des Breitschwanz-Paradiesvogels mit dem des nahe verwandten Schmalschwanz-Paradieshopfes überlappt, besiedelt der Breitschwanz-Paradieshopf die niedrigeren Höhenlagen.

## Lebensweise
Breitschwanz-Paradieshopfe fressen Früchte und Gliederfüßer. Vermutlich gehören auch kleine Wirbellose zu ihrem Nahrungsspektrum. Sie decken jeweils etwa zur Hälfte ihren Nahrungsbedarf mit tierischer und pflanzlicher Nahrung ab. Ihre Nahrung finden sie überwiegend im Baumkronenbereich. Um an Gliederfüßer zu gelangen, reißen sie auch Rindenstücke und Epiphyten von den Bäumen. Während der Nahrungssuche hüpfen sie von Ast zu Ast oder klettern an den Baumstämmen empor. Bei in Gefangenschaft gehaltenen Breitschwanz-Paradieshopfen hat man außerdem beobachtet, dass sie Kerne und Steine von Früchten wieder auswürgen. Grundsätzlich leben die adulten Männchen heimlicher als die Weibchen.

## Fortpflanzung
Wie die überwiegende Zahl der Paradiesvögel ist auch der Breitschwanz-Paradieshopf polygyn, das heißt, das Männchen paart sich nach Möglichkeit mit mehreren Weibchen. Das jeweilige Weibchen zieht alleine den Nachwuchs groß. Die Männchen verteidigen jeweils ein Revier, in dem sich ein oder mehrere traditionelle Balzplätze befinden. Bei diesen Balzplätzen handelt es sich um einzelne Ansitzwarten hoch oben im Baumkronenbereich.

### Balz
Die Balz des Männchens ist bislang vergleichsweise wenig beobachtet worden. Entsprechend den bisherigen Beobachtungen leitet das Männchen die Balz mit wenigen lauten Rufen ein. Dann werden die verlängerten Federn des Brustgefieders und Körperseiten gesträubt und auf dem Ast eine fast waagerechte Körperhaltung eingenommen. Während dieser Haltung gibt das Männchen leise Töne von sich, die mit dem Geräusch verglichen werden, dass entsteht, wenn man schnell gegen einen leeren Papierkarton klopft. Alternativ sind sie mit dem Geräusch von einem weit entfernten Maschinengewehr verglichen worden. Die fast waagerechte Körperhaltung wird nur für wenige Sekunden aufrechterhalten. Das Männchen richtet sich dann wieder auf und ruft du dug... du du, um dann wieder für einige Sekunden lang die waagerechte Körperhaltung einzunehmen. Dies wird bis zu fünf Mal wiederholt. Während der waagerechten Körperhaltung bilden die die blaugrün irisieren Spitzen des verlängerten Brustgefieders, der verlängerten Flankenfedern und das blaugrün irisierende mittlere Steuerfederpaar eine Linie.
Die Männchen zeigen dieses Balzelement auch, wenn kein Weibchen anwesend ist. Die Balzphase, die unmittelbar der Paarung vorangeht, ist bislang nicht beschrieben.

### Nest, Gelege, Aufzucht der Nestlinge
Es sind bislang nur wenige Nester in freier Wildbahn gefunden worden. Ein Nest, das am 1. November 1978 in 2030 Meter Höhe am Mount Giluwe gefunden wurde, war ausschließlich aus Orchideenstängeln, einigen Schwingpflanzenteilen und Moos gebaut. Nach den Berichten von Mitgliedern der indigenen Völkern dieser Region bauen die Weibchen des Breitschwanz-Paradieshopfes ihre Nester im Zeitraum von Februar und April und bevorzugen Schraubenbäume als Nistbaum.
Über die Brutzeit und die Zeitdauer vom Schlupf der Nestlinge bis zu ihrem Ausfliegen ist nichts bekannt.

## Hybride mit anderen Paradiesvögeln

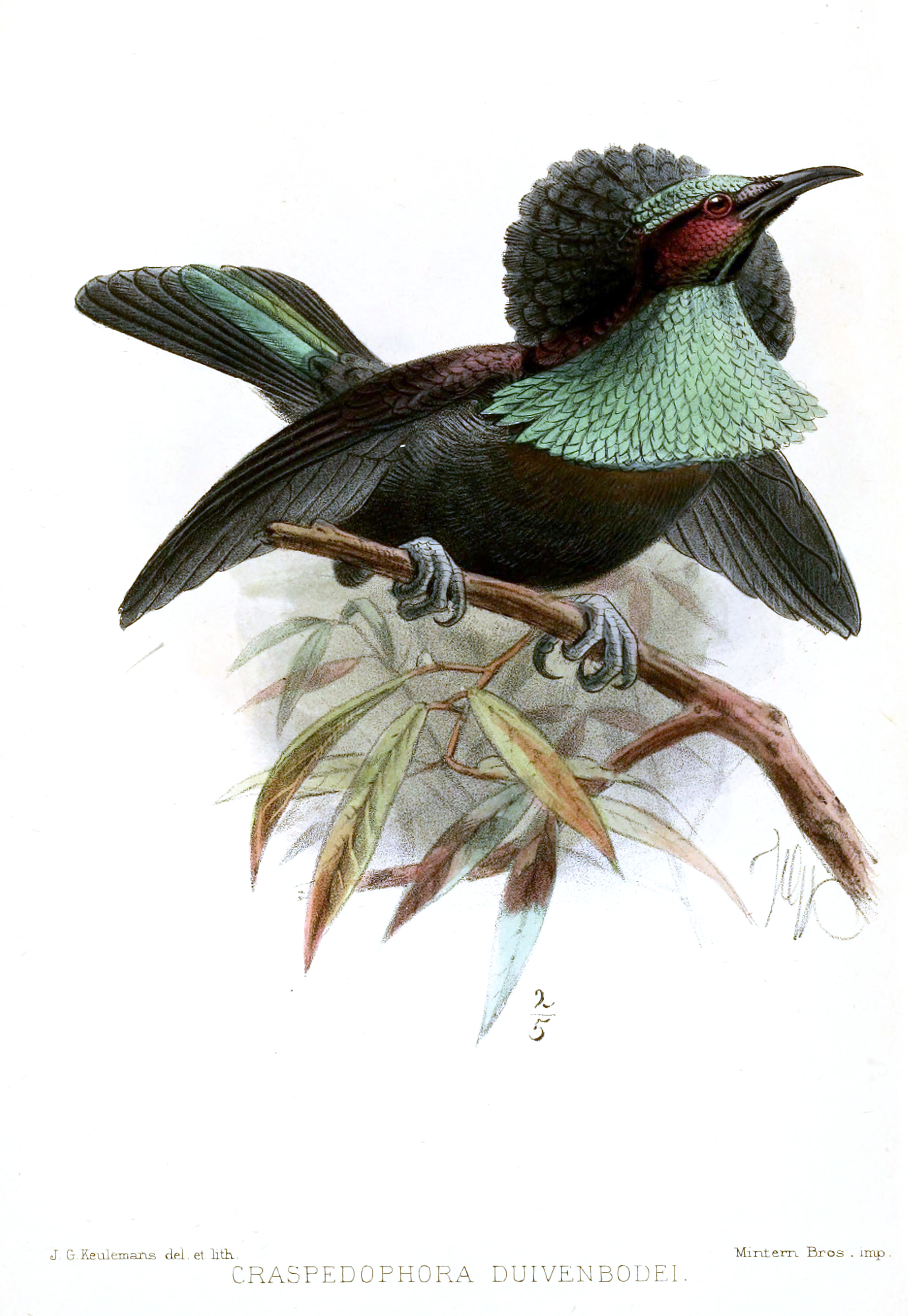
Darstellung eines Pracht-Kragenparadiesvogels mit aufgestelltem Kragen und gespreizten Brustschild. Es entstehen gelegentlich Hybride mit Pracht-Kragenparadiesvogel und Breitschwanz-Paradieshopf

Die Neigung von Paradiesvögeln in der Natur mit anderen Angehörigen ihrer Familie zu hybridisieren ist bereits zu Beginn des 20. Jahrhunderts von Anton Reichenow und damit fast früher als für jede andere Vogelfamilie beschrieben worden. Es sind dabei meistens die Männchen, die mit ihrem stark abweichenden Gefieder auffallen. Gelegentlich werden sie zunächst als eigenständige Art beschrieben. So gilt das Typusexemplar, das ursprünglich als Pseudastrapia lobata beschrieben wurde, mittlerweile als Hybride zwischen Breitschwanz-Paradieshopf und Langschwanz-Paradigalla (Paradigalla carunculata). Ein anderes Exemplar ist aus einer Paarung von Breitschwanz-Paradieshopf und Pracht-Kragenparadiesvogel (Lophorina superba) hervorgegangen. Der Pracht-Kragenparadiesvogel zählt dabei zu den Arten, die sich häufiger als jede andere Paradiesvogelart mit einer anderen Art paart.

## Breitschwanz-Paradieshopf und Mensch
Die Federn des Breitschwanz-Paradieshopfes werden von indigenen Völkern Neuguineas zu traditionellem Kopf- und Körperschmuck verarbeitet. Den Federn wird zum Teil erheblicher Wert beigemessen: In den 1990er Jahren wurden in dem Gebiet rund um den Tagebau Ok Tedi, im Südwesten von Papua-Neuguinea, für einen Balg des Breitschwanz-Paradieshopfes 250 Kina gezahlt, während zur gleichen Zeit in dieser Region die Bälge anderer Paradiesvogelarten für 5 bis 20 Kina gehandelt wurden. Der Jagddruck auf den Breitschwanz-Paradieshopf nahm durch die Entwicklung der Mine erheblich zu, weil unter anderem auch Gewehre in der Region eingeführt wurden. In anderen Regionen ist in den 1990er Jahren ein Jagdverbot erlassen worden, wo – nachdem einige Männer für die Tötung von Breitschwanz-Paradieshopfen bestraft wurden – der Bestand dieser Art sich teils dramatisch erholte. Grundsätzlich gilt jedoch, dass diese Art überall dort erheblich gefährdet ist, wo die im Hochland lebende Bevölkerungszahl zunimmt. Dies zeigt sich auch im direkten Vergleich mit dem nahe verwandten Schmalschwanz-Paradieshopf. Dieser wird ebenfalls von der indigenen Bevölkerung Neuguineas wegen seiner auffälligen Schmuckfedern bejagt und kann in Regionen mit geeigneten Lebensbedingungen selten sein, weil der Jagddruck entsprechend groß ist. Der Schmalschwanz-Paradieshopf ist jedoch im Vergleich zum Breitschwanz-Paradieshopf ein vergleichsweise häufiger Vogel, der von der IUCN als nicht gefährdet (least concern) eingestuft wird. Ursache dafür ist, dass der Schmalschwanz-Paradieshopf höhere Lagen als der Breitschwanz-Paradieshopf besiedelt und damit in Regionen vorkommt, die weit über den landwirtschaftlichen Flächen und Gärten der indigenen Bevölkerung liegt.
Der Breitschwanz-Paradieshopf ist bislang nur sehr vereinzelt in Menschenobhut gehalten worden.

## Einzelbelege
1. ↑   Handbook of the Birds of the World zum Breitschwanz-Paradieshopf, aufgerufen am 2. August 2017
2. ↑  C. Frith, D. Frith: Curl-crested Manucode (Manucodia comrii). In: del Hoyo, J., Elliott, A., Sargatal, J., Christie, D.A. & de Juana, E. (eds.). Handbook of the Birds of the World Alive. 2017. Lynx Edicions, Barcelona. (Online, abgerufen am 9. Juli 2017)
3. 1 2   Frith & Beehler: The Birds of Paradise - Paradisaeidae. S. 358.
4. ↑   Frith & Beehler: The Birds of Paradise - Paradisaeidae. S. 359.
5. ↑   Frith & Beehler: The Birds of Paradise - Paradisaeidae. S. 367.
6. ↑   Frith & Beehler: The Birds of Paradise - Paradisaeidae. S. 362.
7. 1 2   Frith & Beehler: The Birds of Paradise - Paradisaeidae. S. 363.
8. 1 2   Frith & Beehler: The Birds of Paradise - Paradisaeidae. S. 364.
9. ↑   McCarthy: Handbook of Avian Hybrids of the World. S. 228.
10. ↑   McCarthy: Handbook of Avian Hybrids of the World. S. 229.
11. ↑   Frith & Beehler: The Birds of Paradise - Paradisaeidae. S. 347.
12. 1 2 3   Frith & Beehler: The Birds of Paradise - Paradisaeidae. S. 365.
13. 1 2   Frith & Beehler: The Birds of Paradise - Paradisaeidae. S. 375.
14. ↑   Handbook of the Birds of the World zum Schmalschwanz-Paradieshopf, aufgerufen am 6. August 2017